# Saint-Bauzile (Ardèche)
Saint-Bauzile é uma comuna francesa na região administrativa de Auvérnia-Ródano-Alpes, no departamento de Ardèche. Estende-se por uma área de 7,05 km². Em 2010 a comuna tinha 320 habitantes (densidade: 45,4 hab./km²).